# 渡渡鸟
渡渡鳥（學名：Raphus cucullatus）又称毛里求斯愚鸠、蠢鸠、愚鸠、孤鸽，是已灭绝的渡渡鸟属的唯一物种，属鸽形目鸠鸽科，仅产于南印度洋马达加斯加岛东侧的模里西斯島上，是一种不会飞的鸟。罗德里格斯渡渡鸟是本属的姐妹群，亦已灭绝。曾有人认为白色的渡渡鳥存在于留尼旺岛上，但之後被判定應為留尼旺孤鴿，且同樣滅絕。现在与本属亲缘关系最近的现生种为綠簑鳩（Caloenas nicobarica）。
这种鸟在1505年被人类发现后，仅仅200年的时间裡，便由于人类的捕杀和人类活动的影响，大量減少。在1660年代前後，彻底灭绝。它是人類歷史上第一個被記錄下來，因人類活動而絕種的生物，是除恐龙之外最著名的已灭绝动物之一。

## 名称由来
“渡渡鸟”名称的出處並不明确。一种说法认为，这个名称很可能由小鸊鷉的荷兰语名称“dodaars”演变而来，因为这两种鸟尾部的羽毛形状与笨拙的走路姿势非常相似，故很有可能因为相互混淆而取了相同的名字，再逐渐演变而来。但持反对意见者认为，在荷兰这种鸟的取名并不是“渡渡”，而是因为它的肉很难吃，取名为“神聖之鸟”（walgvogel），而且早在17世纪初，英语中就有了“渡渡鸟”这个名称的记载，而荷兰人最早到达毛里求斯却是在那以后的1458年。
根据微软电子百科全书和钱伯斯语源词典的纪录，“dudu”一词来自葡萄牙语的“doudo”或“doido”，为愚笨之意，当初可能来自渡渡鸟蠢肥的体型和不惧人类的习性，这个词现在写作“dodo”，最早很可能源于古英语。
还有另外一种说法，自然学作家大卫·达曼在他的《柔柔鸟之歌》一书中曾做出的解释，渡渡的叫法是直接取自渡渡鸟叫声的拟声词。
渡渡鳥的名字來源於葡萄牙語裡“傻瓜”這個詞。這樣稱呼它是因為這種鳥表現得對人類“毫無懼色”且根本不會飛翔，這也使得它們很容易被那些殖民者所捕食。
在文學作品《愛麗絲夢遊仙境》裡，一則政治諷刺故事裡提到了渡渡鳥。如今，渡渡鳥已經成為了那些完全滅絕的動物的代名詞，以至於在英語中出現了諸如“像渡渡鳥那樣死绝”的成語。

## 真实形象

### 形体标本
2005年10月，一个荷兰生物学家小组在毛里求斯发现了一个重要的渡渡鸟遗址，并发现了大量不同年龄的渡渡鸟的骨骼，2005年12月，这些骨骼开始在荷兰莱顿的国家自然历史博物馆内向公众展示。
在这之前，渡渡鸟的遗骨标本几乎已经绝迹。
爱尔兰都柏林的自然历史博物馆曾经有一个渡渡鸟的标本，这个标本最完整的两部分只剩下脚骨和头骨部分，其中头骨还包含有渡渡鸟身上唯一一块已知的软骨组织。
牛津大學自然史博物館（Oxford University Museum of Natural History）中，曾经陈列有渡渡鸟最后一个完整的填充标本（标本号OUM 11605），可惜在1755年由于腐烂而被馆长下令焚毁了。侥幸保存下来的一块头骨和一块脚骨，现在仍陈列在该馆中。

### 形体特征

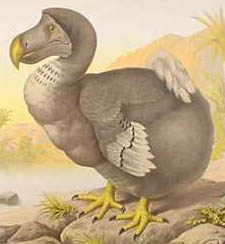
渡渡鸟

在艺术家和画家的演绎下，渡渡鸟的确有着一个完整的形象。全身羽毛蓝灰色，喙23厘米左右，略带黑色，前端有弯钩，带有红点，翅膀短小，双腿粗壮，呈黄色，在臀部有一簇卷起的羽毛。渡渡鸟体型庞大，体重可达23公斤。
在毛里求斯岛上，渡渡鸟没有任何的天敌，又有着丰富的食物，在长久的自然界的进化过程中，原本能够飞行的渡渡鸟胸部结构也慢慢发生改变以至不足以支撑它的飞行，最终成为人类所见到的只能在陆地上跳跃前行的渡渡鸟。
在早期的图片中，渡渡鸟一直是一种肥胖，愚蠢的形象。直到2002年2月，国家地理学会的新闻报道，苏格兰皇家博物馆的生物学家安德鲁·基奇纳（Andrew Kitchener）在他的一篇关于渡渡鸟的研究报告中指出，那些古老的图片都是被抓获的渡渡鸟过度长胖后的形象，毛里求斯的气候干湿交替，渡渡鸟必须在食物丰富的潮湿季节储存大量脂肪，以抵抗干燥季节的食物不足。因此一旦被俘获有了人类提供的充足食物，渡渡鸟将非常容易变得肥胖。也因此渡渡鸟的体型十分庞大，是那个岛上体型最大的动物。

## 灭绝
渡渡鳥不怕人，也不会飞行，所以非常容易遭到猎捕。葡萄牙人在1505年第一次登陆毛里求斯岛，便随意地捕杀这些鸟，爾后荷兰人取代葡萄牙人，成为这里的第一个殖民者，首批定居者的到來宣告渡渡鸟的厄运将至，他们不仅捕杀，而且砍伐森林，建造城市，一步步破坏渡渡鸟的生存環境。
而且，随着人类的踏足，一些岛上原本没有的动物也被带上了小岛，如，雞、狗、猪、老鼠，这些动物佔據了渡渡鸟的领地，使他們無處生活。在渡渡鸟被人类发现后二百年的时间内，终于彻底地消失了，关于渡渡鸟灭绝的准确时间，一般认为是1671年，但也存在许多其他争论。
澳洲皇家植物园的大卫·罗伯茨（David Roberts）博士认为，“渡渡鸟的灭绝时间应该是1662年水手Volkert Evertsz最后一次亲眼见到渡渡鸟。”罗伯茨指出，在1662年以前，有历史记载的上一次见到渡渡鸟的时间为1638年，在24年之前，所以到17世纪60年代，渡渡鸟的数量很可能已经少之又少。
但是，渡渡鸟专家朱利安·休谟（Julian Hume）根据一份当时的狩猎记录进行统计学分析，渡渡鸟灭亡的时间应该为1693年，更准确一点讲，至少有95%的可能性是灭亡于1688年至1715年间。
渡渡鸟的灭绝一开始并没有引起人们太多的关注，直到1865年，路易斯·卡罗（Lewis Carroll）的童话（Alice in Wonderland）中提及了这种善良可爱而又命运悲惨的动物，随着这本书的畅销，渡渡鸟也被越来越多的人知晓，英语中的一句俚语，“as dead as a Dodo”译为“死得像渡渡鸟一样”，指消失得彻头彻尾，無法挽回。

## 形象的使用
- 毛里求斯国徽上有渡渡鸟的形象；

毛里求斯国徽

- 法属留尼汪著名啤酒商Brasseries de Bourbon（法语：Brasseries de Bourbon）的产品标识有渡渡鸟的形象；
- 芬兰环保协会的标志上有渡渡鸟的形象。
- 日本遊戲及動畫《神奇宝贝》（Pokémon）中，嘟嘟借用了渡渡鳥的名字，不過其形象與鴕鳥較相近。
- 美国动畫《冰原歷險記》（Ice Age）中，有一桥段展示渡渡鸟的生活习性。
- 日本电影《大雄與雲之王國》和《大雄与奇迹之岛》中皆出现的灭绝动物的一种。
- 加拿大动画《动物也疯狂》（Animal Crackers）中的一个主人公即为世界上最后一只渡渡鸟。
- 美国动画《神奇海盗团》（The Pirates! In an Adventure with Scientists）中便有渡渡鸟参加皇家学会年度科学家竞赛的故事桥段。
- 澳大利亚电讯网络供应商Dodo便以该鸟命名。其公司的标志为一只渡渡鸟。
- 遊戲《方舟：生存進化》渡渡鳥是頻繁出現的動物。遊戲中甚至還有混合暴龍和渡渡鳥外觀的虛構混種恐龍──渡渡暴龍（Dodo-rex）作為Boss。
- 日本特攝電視劇《假面騎士ZERO-ONE》中的怪人「Dodo MAGiA」以及「假面騎士雷」，以渡渡鳥為原型。
- 日本任天堂Switch游戏《集合啦！动物森友会》中的航空公司（Dodo Airline）的机长陆德里和工作人员莫里是以渡渡鳥為原型。
- 哈利波特：魔法覺醒中的迷蹤鳥就是麻瓜世界的渡渡鳥。